# Іпателе
Іпателе (рум. Ipatele) — село у повіті Ясси в Румунії. Адміністративний центр комуни Іпателе.
Село розташоване на відстані 294 км на північ від Бухареста, 28 км на південний захід від Ясс.

## Населення
За даними перепису населення 2002 року у селі проживала 791 особа, усі — румуни. Усі жителі села рідною мовою назвали румунську.